# ویکی‌پدیای هلندی ساکسون پایین
ویکی‌پدیای هلندی ساکسون پایین نسخهٔ زبان هلندی ساکسون پایین وبگاه ویکی‌پدیا است.
زبان هلندی ساکسون پایین تا ۲۳ دسامبر ۲۰۱۲ میلادی با بیش از ۵٬۰۳۰ مقاله در ردهٔ یک‌صدوچهل‌وچهار ویکی‌پدیاها قرار گرفته‌است.